# Michael Herz
Michael Herz (nascut el 9 de maig de 1949) és un productor, director i guionista de cinema estatunidenc. Amb el director i actor Lloyd Kaufman, tots dos són els cofundadors de Troma Entertainment, l'estudi de cinema independent més antic del món, conegut per les seves pel·lícules còmiques de terror, inclosa la sèrie de culte Toxic Avenger i Tromeo and Juliet.

## Vida i carrera
Herz i Kaufman es van conèixer per primera vegada quan tots dos assistien a la Universitat Yale. Inicialment, els dos no tenien bona relació; Kaufman ha afirmat que l'única raó per la qual els dos es trobaven entre ells era que Herz tenia una màquina de pinball i que Kaufman era l'única persona del seu dormitori que tenia un televisor. Independentment, va participar en un petit paper al primer llargmetratge de Kaufman, The Girl Who Returned.
Després de graduar-se a Yale, Herz va estudiar dret a la Universitat de Nova York. Tot i que era bastant expert en el tema, amagava en secret el desig de convertir-se en guionista. La seva xicota Maris, que era amiga de Lloyd Kaufman, va portar Herz a veure Cry Uncle!, una pel·lícula a la qual Kaufman va exercir com a director de producció. Impressionat, Herz va contactar amb Kaufman i va ser contractat per a la producció de la pel·lícula de 1973 Sugar Cookies.
El 1974, Kaufman i Herz van formar Troma Entertainment. Junts, van codirigir i coproduir totes les pel·lícules originals de Troma, des de Squeeze Play! de 1979 fins a Sgt. Kabukiman N.Y.P.D., quan Herz va renunciar al control de la cadira del director per centrar-se en el negoci de Troma Studios.
Herz és notòriament tímid davant la publicitat, cosa que permet que el més carismàtic Kaufman sigui la cara pública de Troma. A part de les breus aparicions a la sèrie Class of Nuke 'Em High, Herz s'ha quedat darrere de la càmera. Sempre que un vídeo promocional de Troma demana l'aparició d'Herz o quan Kaufman no està disponible, el personatge de "Michael Herz" va ser interpretat per l'icònic actor de Troma de 500 lliures Joe Fleishaker (a la vida real, Herz està força bé físicament) .
Amb la seva dona Maris, tenen una filla, Sloane.

## Filmografia

### Com a director i productor
- Waitress! (1981)
- Stuck on You! (1982) (també coguionista)
- The First Turn-On! (1983) (també coguionista)
- The Toxic Avenger (1984)
- Class of Nuke 'Em High (1986) (també l'actor)
- Troma's War (1988)
- The Toxic Avenger Part II (1989) (també l'actor)
- The Toxic Avenger Part III: The Last Temptation of Toxie (1989)
- Sgt. Kabukiman N.Y.P.D. (1990)

### Com a productor
- Squeeze Play! (1979)
- Mother's Day (1980)
- The Dark Side of Midnight (1984)
- Igor & The Lunatics (1985)
- Screamplay (1985)
- Girl School Screamers (1986)
- Combat Shock (1986)
- Lust for Freedom (1987)
- Fortress of Amerikkka (1989)
- Class of Nuke 'Em High Part II: Subhumanoid Meltdown (1991) (també actor)
- Class of Nuke 'Em High 3: The Good, the Bad and the Subhumanoid (1994) (també actor)
- Blondes Have More Guns (1995)
- Tromeo and Juliet (1996)
- Sucker: The Vampire (1998)
- Terror Firmer (1999)
- The Rowdy Girls (2000)
- Citizen Toxie: The Toxic Avenger IV (2000)
- All the Love You Cannes! (2002)
- Doggie Tails: Lucky's First Sleep-Over (2003)
- Parts of the Family (2003)
- Tales from the Crapper (2004)
- Make Your Own Damn Movie! (2005)
- Slaughter Party (2005)
- Poultrygeist: Night of the Chicken Dead (2006)
- Dancing into the Future (2007)
- Kickball: The Movie! (2008)
- Return to Nuke 'Em High Volume 1 (2013)
- The Toxic Avenger (2023)